# Kößlarn
Kößlarn település Németországban, azon belül Bajorországban. Lakosainak száma 1897 fő (2023. december 31.). Kößlarn Rotthalmünster, Malching, Ering, Stubenberg, Triftern, Bad Birnbach és Bayerbach (Rottal-Inn) községekkel határos.

## Népesség
A település népessége az elmúlt években az alábbi módon változott:
| Lakosok száma | 1790 | 1677 | 1924 | 1906 | 1911 | 1891 | 1949 | 1922 | 1921 | 1897 |
|               | 1970 | 1975 | 2011 | 2012 | 2014 | 2015 | 2017 | 2019 | 2022 | 2023 |